# ベッコウタケ
ベッコウタケ（Perenniporia fraxinea）は、広葉樹の生立木に寄生したり枯死木に腐生する白色腐朽菌の一種。べっこうたけ病の病原菌で街路樹や公園樹に倒伏や枯死を生じさせる。

## 特徴
根株心材腐朽菌で腐朽の初期にはキノコは生じないが、発生したときには樹幹部の腐朽がかなり進んだ状態（べっこうたけ病）である。6月から8月にかけて樹幹基部の樹皮の割れ目などからオレンジ色（淡黄色、卵黄色）の子実体を出し、指先大の大きさからコブ状、さらにサルノコシカケ状に成長する。一年生であり前年に生じたキノコは春先には枯死して黒褐色となって脱落する。

## べっこうたけ病
広葉樹の根や根株の心材が腐朽する病害を「べっこうたけ病」という。べっこうたけ病による被害を受けやすい樹種は、ユリノキ、ニセアカシア、サクラ、ケヤキ、プラタナス、エンジュ、シダレヤナギ、ポプラ類などである。
根株心材腐朽菌で心材から腐朽が進むが、水分吸収のための細根は維持されるため葉は茂ったままである。表面に子実体（キノコ）が現れたときには、根株内部の腐朽はかなり進んでおり、樹幹部の子実体などを取り除いても腐朽根部に寄生しているため根絶は難しい。
本菌が樹体内で蔓延する過程や枯死機構は詳しくは分かっておらず防除法も確立されていない。樹木の根や地際から複数回感染し、そのうちの一つのクローンが蔓延すると考えられており、地際に傷を作らないことや過湿になりやすい場所では排水を良くするといった対策が考えられている。